# Gà Campine

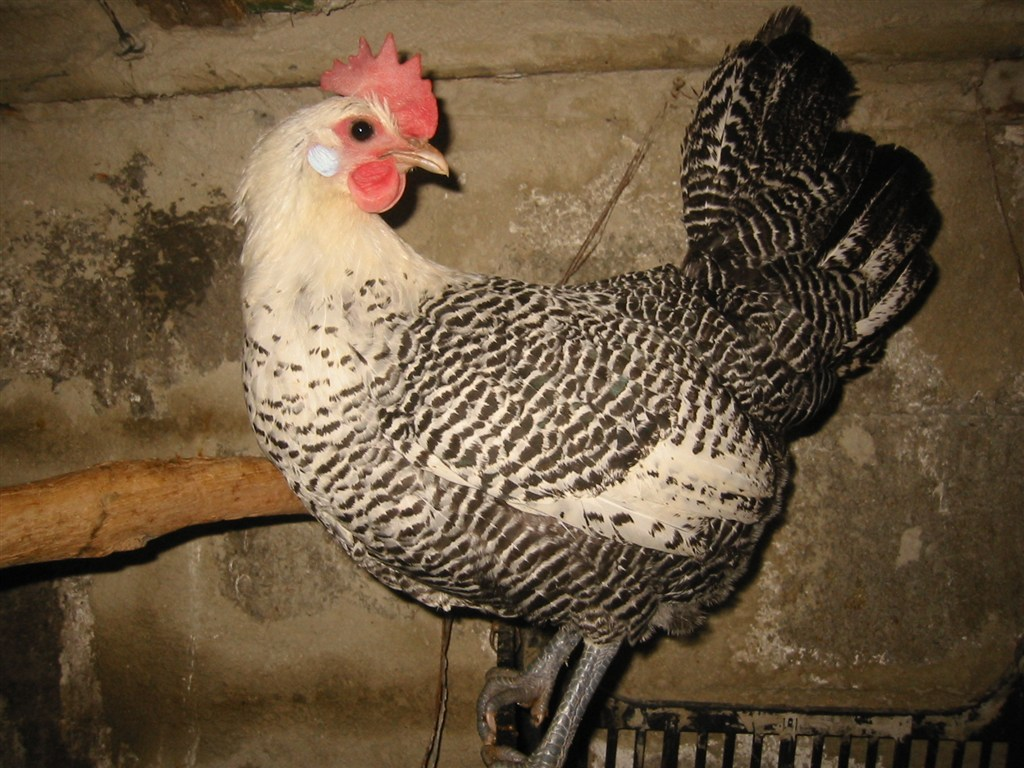
Một con gà mái Campine lông màu bạc

Gà Campine là một giống gà nhà có nguồn gốc ở miền bắc nước Bỉ. Nó được đặt tên theo khu vực Campine của đông bắc Bỉ và phía đông nam Hà Lan. Tên gốc của gà này là Kempisch Hoen.